# Upper Darby Township
Upper Darby Township est un township des États-Unis situé à l'est du Comté de Delaware, en Pennsylvanie,. En 2010, il comptait une population de 82 795 habitants.

## Démographie
Lors du recensement de 2010, le township comptait une population de 82 795 habitants. Elle est estimée, en 2017, à 82 912 habitants.

### Source de la traduction
- (en) Cet article est partiellement ou en totalité issu de l’article de Wikipédia en anglais intitulé « Upper Darby Township, Delaware County, Pennsylvania » (voir la liste des auteurs).